# Komáromi magas torony
A Komáromi magas torony többféle dallamváltozatban előforduló magyar népdal. Ismert Szerdahelyi sugár torony szövegkezdettel is.

## Kotta és dallam
1) 
  2) 
  3) 
| Komáromi magas torony, beleakadt az ostorom. Ha még egyszer beleakad, babám szíve majd meg hasad. | Édesanyám mondta nékem: minek a szerető nékem? De én arra nem hajlottam, titkon szeretőt tartottam. |

Másik szöveg:
| Derül, borul a Dunáról, jön a babám a tanyáról. Megismerni járásáról, fekete göndör hajáról. | Házasodj meg, ha meg akarsz, végy el engem, ha el akarsz, mert ha engem elszalajtasz, ilyen rózsát nem szakajtasz. | Réz tepsibe sül a málé, majd menyasszony leszek már én, ma menyasszony, holnap asszony, holnapután komámasszony. |